# Tripodus
Ne pas confondre avec Tropodus Kennedy, 1980, un autre genre de la famille des Acodontidae.
Genre
Tripodus est un genre de conodontes de la famille des Acodontidae. 
Les différentes espèces ont été trouvées dans des terrains datant de l'Ordovicien.

## Espèces
- † Tripodus comptus (Branson & Mehl, 1933)
  - syn. † Acodus comptus (Branson & Mehl, 1933)
  - syn. † Scolopodus alatus (Bradshaw, 1969)
  - syn. † Tripodus laevis (Bradshaw, 1969)